# Опольский повет (Опольское воеводство)
Опольский повет (пол. Powiat opolski) — повет (район) в Польше, входит как административная единица в Опольское воеводство. Центр повета — город Ополе (в состав повета не входит). Занимает площадь 1586,82 км². Население — 133 042 человека (на 31 декабря 2015 года).

## Административное деление
- города: Немодлин, Озимек, Прушкув
- городско-сельские гмины: Гмина Немодлин, Гмина Озимек, Гмина Прушкув
- сельские гмины: Гмина Хшонстовице, Гмина Домброва, Гмина Добжень-Вельки, Гмина Компрахцице, Гмина Лубняны, Гмина Мурув, Гмина Попелюв, Гмина Тарнув-Опольский, Гмина Туловице, Гмина Турава

## Демография
Население повета дано на 31 декабря 2015 года.
| Перепись            | Всего   | Мужчины | Женщины |
| ------------------- | ------- | ------- | ------- |
| Всего               | 133 048 | 64 544  | 68 504  |
| Городское население | 18 209  | 8772    | 9437    |
| Сельское население  | 114 839 | 55 772  | 59 067  |

## Палеонтология
В деревне Красеюв находится местонахождение верхнетриасовых земноводных и рептилий, впервые описанное в 2000 году. Там были найдены следующие таксоны: Metoposaurus diagnosticus, Cyclotosaurus, Paleorhinus, Polonosuchus, Stagonolepis, Silesaurus opolensis. На месте находки построен палеонтологический павильон, в котором сохранена часть месторождения in situ. С 2010 года в бывшем карьере триасовых глин существует "Юрапарк" (Jurapark) — развлекательный парк c реконструкциями динозавров и других позвоночных мезозоя.